# Battle for the Sun
Battle For The Sun je 6. řadové album britské pop-rockové skupiny Placebo. Album bylo vydáno v roce 2009 a obsahuje 13 skladeb v základní edici s modrým bookletem. Speciální edice označována jako Battle For The Sun (Redux Edition) je v prodeji v oranžovém provedení a obsahuje navíc 2. CD a tričko.

## Seznam skladeb
1. Kitty Litter [03:48]
2. Ashtray Heart [03:32]
3. Battle For The Sun [05:33]
4. For What It's Worth [02:48]
5. Devil In The Details [04:29]
6. Bright Lights [03:24]
7. Speak In Tongues [04:06]
8. The Never-Ending Why [03:24]
9. Julien [04:43]
10. Happy You're Gone [03:51]
11. Breathe Underwater [03:44]
12. Come Undone [04:37]
13. Kings Of Medicine [04:14]

Bonusové CD:
1. Trigger Happy Hands [04:16]
2. Monster Truck [02:52]
3. Breathe Underwater (Slow) [05:31]
4. Unisex [04:05]
5. Because I Want You (Redux) [04:20]
6. Blind (Redux) [04:06]
7. Drag (Redux) [03:34]
8. Twenty Years (Redux) [04:39]
9. Soulmates (Redux) [04:02]
10. Trigger Happy Hands (Buffalo Daughter Remix) [04:24]

## Obsah speciální edice
Jakožto zboží je název Redux edice doprovázen závorkou s dvojicí písmen [FM, ML atd.]. Ta udávají informaci o velikosti přibaleného trička a pro jaké pohlaví je určeno. (FM, rozuměj Female Medium)

## Obal alba
Album nemá na předním bookletu uveden název. Ten je ve formě průhledné samolepky na krabičce CD umístěn tak, že je název uprostřed zatmělého Slunce. V bookletu jsou fotografie členů skupiny a text všech písní. Na zadní straně je pouze seznam skladeb.